# Return of the Mack
Return of the Mack is een nummer van de Britse R&B-artiest Mark Morrison. Het is de derde single van zijn gelijknamige debuutalbum uit 1996. Op 4 maart dat jaar werd het nummer op single uitgebracht.

## Achtergrond
De dansbare R&B-single werd wereldwijd een grote hit en haalde in veel landen de top 10. In thuisland het Verenigd Koninkrijk behaalde de single de nummer 1-positie in de UK Singles Chart. In Ierland, Zweden, Australië en de VS werd de 2e positie bereikt, in Nieuw-Zeeland de 3e, Zimbabwe de nummer 1-positie, Canada de 17e en in Duitsland en de Eurochart Hot 100 de 5e.
In Nederland was de single in week 18 van 1996 de 167e Megahit op Radio 3FM en werd een grote hit. De single bereikte de 6e positie in de publieke hitlijst; de Mega Top 50 op Radio 3FM en de 3e positie in de Nederlandse Top 40 op destijds Radio 538.
In België bereikte de single de 12e positie in zowel de Vlaamse Ultratop 50 als de Vlaamse Radio 2 Top 30.  In de Waalse Ultratop 50 werd de 7e positie bereikt.   
Morrison heeft het succes van "Return of the Mack" uit 1996 tot op het heden niet meer kunnen evenaren.
In 2016 maakte de Stockholmse dj Nevada een remix van de single, in samenwerking met de Amerikaanse rapper Fetty Wap en Mark Morrison zelf. Deze versie, The Mack genaamd, haalde weer in een aantal landen de hitlijsten, maar werd nergens zo succesvol als het 20 jaar oudere origineel. In Nederland haalde "The Mack" de Nederlandse Top 40 op Radio 538 niet, maar bleef steken op een 6e positie in de Tipparade. Ook in de publieke hitlijst Mega Top 50 op NPO 3FM werd géén notering behaald. 
In België bleef deze versie steken op een 5e positie in de "Ultratip" van de Vlaamse Ultratop 50. De Vlaamse Radio 2 Top 30 en de Waalse hitlijst werden niet bereikt.